# Tabiano Terme
Tabiano Terme è una frazione del comune di Salsomaggiore Terme, dal quale dista 4 chilometri, posta sul preappennino parmense a 166 metri s.l.m.

## Storia
La storia di Tabiano per molti secoli coincide con la storia del castello, uno dei quattro costruiti dai marchesi Pallavicino per proteggere le saline di Salsomaggiore, e del gruppo di case riunite intorno al maniero. Ancora oggi si distingue tra "Tabiano Castello" (la parte di Tabiano intorno al castello) e la sottostante "Tabiano Bagni" (quella sviluppatasi intorno alla fonte Pergoli e allo stabilimento termale).
Le qualità terapeutiche delle acque di Tabiano, diversamente da quelle di Salsomaggiore, furono note dai tempi più antichi, anche se i primi a beneficiarne furono gli animali domestici che soffrivano di malattie cutanee. Verso la fine del Settecento anche gli uomini iniziarono a giovarsi delle acque solfuree, pare per merito di un mendicante "con tutto il corpo ricoperto da luridi erpeti" che si immerse nell'acqua puzza (così veniva chiamata popolarmente) traendone grande giovamento.
Al principio dell'Ottocento si iniziarono gli studi scientifici delle acque, che evidenziarono una rilevante presenza di gas idrogeno solforato, superiore a qualunque altra acqua solfurea del mondo. Girolamo Gottardi, docente di chimica farmaceutica all'Università di Parma, fu tra i primi ad eseguire un'analisi chimica delle acque di Tabiano, sottolineandone le qualità terapeutiche. Gli studi proponevano di utilizzare le acque, oltre che per le malattie cutanee, anche per i disturbi ginecologici, le intossicazioni da metalli pesanti, il diabete e "tutti quei fenomeni morbosi di contrazione spasmodica della gola e di respirazione soffocante" (asma bronchiale). Nel 1835 il paese contava 960 abitanti.

### Lo sviluppo con Maria Luigia
Il grande sviluppo di Tabiano iniziò con una lettera, che il parroco locale don Jacopo Calestani, desideroso di favorire la crescita termale, spedì alla duchessa di Parma Maria Luigia nel 1837. Dopo poco tempo la stessa Maria Luigia, che aveva grande dimestichezza con i bagni termali europei, come Aix-les-Bains, Baden e Ischl, si recò a Tabiano accompagnata da un fastoso corteo per visitare lo stabilimento, che allora consisteva in quattro tinozze di legno in una capanna, fatto costruire da un certo Carlo Pasini di Borgo San Donnino (l'odierna Fidenza). La visita ebbe un buon esito: La duchessa, favorevolmente impressionata, il 18 marzo 1838 acquistò il terreno dove sorgeva la fonte dei Violi (ora fonte Pergoli), e ne fece dono agli Ospizi Civili di Borgo san Donnino perché vi sorgesse uno stabilimento per le bagnature.
Il primo stabilimento, inaugurato nel giugno del 1842, fu costruito da Nicola Bettoli, primo architetto di corte e autore del Teatro Regio di Parma. Era un edificio molto semplice, con un corpo centrale e due ali laterali simmetriche, e conteneva 12 vasche da bagno. Il primo direttore sanitario delle terme fu Lorenzo Berzieri, già scopritore delle virtù terapeutiche delle acque di Salsomaggiore. Sempre nel 1842 furono inaugurate due strutture importantissime per lo sviluppo di Tabiano e delle sue cure: un albergo (in realtà una vera e propria residenza ducale utilizzata da Maria Luigia per le cure e aperta successivamente al pubblico), e una strada carrozzabile da Tabiano a Borgo san Donnino.
Nel 1843 vennero pubblicate per i tipi di Carmignani le analisi delle acque sulfuree di Tabiano Terme, compiute dal chimico Giuseppe Carlo Del Bue su incarico della duchessa Maria Luigia.
Nel 1846 furono erogati 1502 bagni solforosi e 463 bagni salinoiodati (l'acqua salsoiodica veniva trasportata da Salsomaggiore a Tabiano a dorso di mulo). Sempre in quell'anno venne inaugurato un servizio di velociferi (diligenze veloci) per i clienti che preferivano alloggiare a Borgo san Donnino.

### Cambia la proprietà
nel 1865 la proprietà dello stabilimento passò ai fratelli Pandos, che avevano già acquistato l'Albergo Grande (ex Albergo Ducale di Maria Luigia); lo stabilimento fu ampliato e si iniziarono le cure inalatorie con inalazioni a vapore, gas ed irrigazioni. Nel 1872 si inaugurò la strada carrozzabile per Salsomaggiore.
Intanto iniziarono ad arrivare a Tabiano alcune celebrità, come Giuseppe Verdi (che preferiva Tabiano a Salso perché più appartata), Urbano Rattazzi e Giovanni Verga. Il Verdi, spesso accompagnato, oltre che dalla Strepponi, anche dal tenore Tamagno, dai soprani Adelina Patti e Teresa Stolz, dai librettisti Boito e Illica, scoprì proprio a Tabiano le qualità musicali di una ragazza tabianese che cantava nell'oratorio dell'Albergo Grande: Dina Barberini, che divenne una nota cantante lirica.
Nel 1885 la proprietà dello stabilimento passò alla famiglia Corazza: ricchi imprenditori che cinque anni prima avevano acquistato il castello, all'epoca quasi un rudere, e lo avevano ristrutturato in stile neomedioevale. Ristrutturarono anche la facciata dello stabilimento nel 1910 in stile Liberty, ed acquistarono alcuni alberghi.
Nel 1914 Giacomo Corazza vendette la proprietà delle terme ad una società milanese; nel 1918 fu rilevata dal comune di Milano, che la diede in gestione diretta al Pio Istituto Santa Corona e costruì fra l'altro l'acquedotto; finalmente nel 1934 la proprietà delle terme passò al comune di Salsomaggiore.
L'amministrazione comunale decise di trasformare Tabiano in una città giardino, con grandi parchi e strutture, allora molto carenti, per gli svaghi dei curandi: furono studiati alcuni progetti urbanistici tra cui, nel 1941, la proposta di modificare in stile neomedioevale tutta la frazione, legando in questo modo Tabiano con il castello, come a Grazzano Visconti. Questi progetti tuttavia non vennero realizzati per la sopraggiunta guerra: soltanto lo stabilimento fu leggermente ampliato.
Dopo la guerra si decise di modificare decisamente la struttura dello stabilimento seguendo i princìpi dell'architettura razionalista, e nel 1959 fu inaugurato l'odierno stabilimento che fu intitolato ad Emilio Respighi, direttore sanitario delle terme dal 1887 al 1912. Intanto venne perforato un altro pozzo di acqua termale (pozzo Arvè) perché la vecchia fonte Pergoli era divenuta insufficiente alla richiesta.
L'apertura del nuovo stabilimento provocò un aumento del numero dei curandi, che nel 1981 raggiunsero il massimo storico: quasi 70.000. Nel 1998 lo stabilimento Respighi fu ampliato con un progetto dell'architetto Marco Dezzi Bardeschi: un nuovo ingresso dove venne sistemata l'accoglienza e il reparto pediatrico/invernale, che permise anche l'apertura delle terme per tutto l'anno. Un nuovo pozzo (Arvè 1 bis) venne scavato a pochi metri dal pozzo Arvè.
Nel 2000 le Terme di Tabiano sono diventate una s.p.a. di proprietà del comune di Salsomaggiore Terme. Dal 1º novembre 2008 le Terme di Salsomaggiore e le Terme di Tabiano formano un'unica società per azioni, le cui quote azionarie sono di proprietà per il 66% del comune di Salsomaggiore, mentre il restante 34% circa viene ripartito tra la Provincia di Parma e la Regione Emilia-Romagna.

### Direttori Sanitari delle Terme di Tabiano
- Lorenzo Berzieri 1842 - 1884
- Ferdinando Giorgieri 1885 - 1886
- Emilio Respighi 1887 - 1912
- Carlo Rinoldi 1918 - 1923
- Antonio Fara 1923 - 1932
- Teresio Rogate 1933 - 1954
- Antonio Gherardi 1954 - 1955
- Giovanni Moruzzi 1955 - 1978
- Mario Pisaneschi 1978 - 1988
- Maria Elena Berioli 1988 - 1996
- Enrico Savini 1996 - 2000
- Flavio Strinati 2000 - 2011